# 小行星2911
小行星2911（2911 Miahelena）是一颗围绕太阳公转的小行星。1938年4月8日，海基·阿利科斯基在图尔库发现了此天体。
該小行星以阿利科斯基的妻子米亞赫勒娜（Miahelena）命名。
这颗小行星的绝对星等为65.27314413154309等。